# Остерија Качатори (Верона)
Остерија Качатори је насеље у Италији у округу Верона, региону Венето.
Према процени из 2011. у насељу је живело 23 становника. Насеље се налази на надморској висини од 9 м.